# Jedzbark
Jedzbark [ˈjɛd͡zbark] (tiếng Đức: Hirschberg)  là một ngôi làng thuộc khu hành chính của Gmina Barczewo, thuộc huyện Olsztyński, Warmińsko-Mazurskie, ở miền bắc Ba Lan. Nó nằm khoảng 7 kilômét (4 mi) về phía đông nam của Barczewo và 18 km (11 mi) về phía đông của thủ đô khu vực Olsztyn.
Trước năm 1945, khu vực này là một phần của Đức (Đông Phổ).
Ngôi làng có dân số 200 người.